# NGC 3088
NGC 3088 ist ein interagierendes Galaxienpaar im Sternbild Löwe am Nordsternhimmel. Es ist schätzungsweise 337 Millionen Lichtjahre von der Milchstraße entfernt.
Das Objekt wurde am 12. März 1784 von Wilhelm Herschel entdeckt.